# 詹姆斯·阿卡斯特
詹姆斯·威廉·阿卡斯特  （Acaster /ˈeɪkæstər/ ，1985年1月9日—）来自于北安普敦郡凯特灵的脱口秀喜剧演员。现居于伦敦。
他连续几年在爱丁堡国际艺穗节演出，并五次被提名最佳表演奖。  他凭借《1999年冷千层面，我恨我自己》获得了2019年墨尔本国际喜剧节最杰出表演奖。  除此之外，他还获得了四项朝尔托奖项。  
阿卡斯特曾出现在多个讨论节目中，包括Mock the Week 、Taskmaster 、8 of 10 Cats和Will I Lie to You？。他在2018年有过一个名为Repertoire的Netflix节目，其中包括四个一小时的单口喜剧表演。 他还撰写了两本《星期日泰晤士报》畅销书目，其中包括基于乔什·威迪科姆在XFM节目上的轶事的《詹姆斯·阿卡斯特的经典表演》，以及带有自传性质的对他2016年专辑的评论《完美之声之类的》。  目前，他与乔希·迪科姆一同主持着电视讨论节目假如，和喜剧演员埃德宝洁主持着美食广播不于菜单，并在BBC之声上播出音乐广播詹姆斯·阿克斯特的完美声音。

## 早期生涯
阿卡斯特出生在北安普敦郡的凯特林。他曾就读于蒙塔古中学，并随后继续在北安普顿学院学习音乐。 在此期间，他还偶尔在维克斯泰德公园的一个饮料摊工作，这点燃了他对工业餐饮设备的长期迷恋。  阿卡斯特还在自闭症儿童学校担任过助教，他大约在这个时候开始表演单口相声。 

## 音乐生涯
阿卡斯特曾在北安普敦郡的各种乐队中做过鼓手，包括The Wow! Scenario和Capri-Sun Quartet。在他作为后者的成员时，他也被称为威廉·草莓爵士。在The Wow！Scenario解散后，他决定“在找到自己真正想做的事情之前先决定开始做喜剧”。 The Wow! Scenario在2007 年录制了一张名为Stand in the Star: A Verse and a Chorus的专辑，但没有发行。 阿卡斯特于2017年宣布他已经重组了The Wow! Scenario以完成专辑录制，并将于2018年推出。然而，截止目前为止该专辑还没有公布于众。 

## 影视作品

### 电影
| 年份   | 标题   | 角色 | 其他 |
| ------ | ------ | ---- | ---- |
| 2021年 | 灰姑娘 | 约翰 |      |

## 自传
| 年份   | 标题                      |
| ------ | ------------------------- |
| 2017年 | 詹姆斯·阿卡斯特的经典表演 |
| 2019年 | 完美之声之类的            |